# Dipool

Veldlijnen van het aardmagnetisch veld

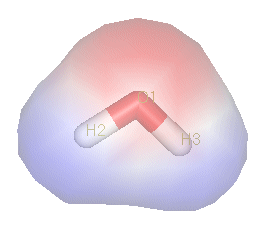
Polarisatie in water
negatieve lading
positieve lading

Ontvangen van een radiogolf met een dipoolantenne

Een dipool, van het Grieks di, twee en pólos, as, spil, pool, is een object met twee polen, met twee uiteinden die een tegengestelde polariteit hebben. Dipool is een begrip dat vooral in de  natuurkunde voorkomt. Er zijn magnetische en elektrische dipolen.
Een onregelmatige schommeling of oscillatie van de temperatuur van het zeewater in oceanen wordt ook met dipool aangegeven. Een voorbeeld is de Indische Oceaandipool.
Dipool staat in tegenstelling tot monopool, van monos, een.

## Magnetische dipolen
Iedere magneet is in feite een dipool, met een noord- en een zuidpool. Magnetische monopolen zijn tot op heden niet waargenomen.
De Aarde fungeert als een magneet met een noord- en een zuidpool en heeft daarom ook een magnetisch veld om zich heen, het aardmagnetisch veld. De Noord- en de Zuidpool in de afbeelding zijn geografische polen. De geografische Noordpool is omgekeerd een magnetische zuidpool.

## Elektrische dipolen
Elektrische monopolen zijn geladen objecten. Behalve deze elektrische monopolen bestaan er ook elektrische dipolen: objecten die weliswaar neutraal zijn wat de elektrische lading betreft, maar toch zijn gepolariseerd doordat de zwaartepunten van de positieve en negatieve lading niet samenvallen. 
Een molecuul is een elektrische dipool wanneer de zwaartepunten van de positieve en de negatieve lading niet samenvallen. Doordat deze als geheel ongeladen polaire moleculen een positieve en een negatieve pool bezitten, kunnen zij in elektrostatische wisselwerking treden met naburige polaire moleculen. Water is daarvan het bekendste voorbeeld.
Een watermolecuul is een permanente elektrische dipool met een dipoolmoment van 1.85 D. De elektronen van de waterstofatomen in water worden door het zuurstofatoom aangetrokken en bevinden zich dichter bij het zuurstofatoom dan bij de waterstofatomen. Dit heeft tot gevolg dat het watermolecuul in het midden een relatief sterke negatieve lading heeft en een positieve lading aan de uiteinden.
Er bestaan behalve permanente dipolen ook geïnduceerde dipolen, die ontstaan door de invloed van een uitwendig elektrisch veld of een naburig ion. De karakteristieke grootheid van een dipool is het dipoolmoment en wordt uitgedrukt in debye, afkorting D.

## Antenne
'Dipool' wordt gebruikt voor zogenaamde dipoolantennes, eigenlijk een halve dipool: een staafvormige antenne opgesteld met een eind in het brandpunt van de spiegel van bijvoorbeeld een radiotelescoop.